# Aérodrome d'Ali-Sabieh
L' aéroport d'Ali-Sabieh  est un aéroport desservant Ali-Sabieh chef-lieu de la région éponyme, et deuxième ville de la république de Djibouti. 

## Situation
| \| 100 km1:5 610 000 \|Djibouti · Ambouli Ali-Sabieh Assa-Gueyla Chabelley Dikhil Herkale Moucha Obock Tadjoura |
| 100 km1:5 610 000                                                                                               |